# Idealfestivalen
Idealfestivalen, egentligen iDEALfestival, var en årligt återkommande musikfestival i Göteborg för experimentell musik och ljudkonst med artister från hela världen. Festivalen som gick av stapeln första gången 2002 arrangerades i huvudsak av Joachim Nordwall i samarbete med nattklubben Nefertiti.
Idealfestivalen är numera nedlagd och 2006 års festival blev den sista. 